# Boris Becker
Boris Becker (ur. 22 listopada 1967 w Leimen) – niemiecki tenisista i trener tenisa.
W ciągu kariery zwyciężył w sześciu wielkoszlemowych turniejach, trzy razy w zawodach ATP Finals. Został mistrzem 49 turniejów ATP World Tour, przez 12 tygodni był liderem rankingu gry pojedynczej (pierwszy raz w styczniu 1991).
W deblu wygrał 15 zawodowych turniejów, w tym złoty medal igrzysk olimpijskich w Barcelonie (1992).
Reprezentując Niemcy (wcześniej RFN) w Pucharze Davisa, triumfował w latach 1988 i 1989.
Umieszczony przez ESPN w gronie 20 najlepszych tenisistów w historii dyscypliny.

## Życie prywatne
W grudniu 1993 poślubił Barbarę Feltus, z którą ma dwóch synów – Noaha i Eliasa. W połowie 2000 para ogłosiła separację, a pół roku później, w styczniu 2001 rozwiedli się. Feltus wniosła pozew do sądu o opiekę nad dziećmi przyznano jej 14,4 mln dolarów odszkodowania. Stało się tak na skutek zdrady Beckera z Rosjanką Angelą Ermakową, która potem zaszła w ciążę i urodziła córkę, Annę. Przez jakiś czas związany był z niemiecką piosenkarką, Sabriną Setlur. W 2009 zawarł związek małżeński z holenderską modelką, Sharlely „Lilly” Kerssenberg. W lutym 2010 urodził im się syn, Amadeus Benedict Edley Luis Becker.
W 2002 niemiecki sąd skazał go na dwa lata więzienia w zawieszeniu i 500 tys. euro grzywny za ok. 1,7 mln euro zaległych podatków. W listopadzie 2004 zostały ujawnione informacje o zaległych podatkach Beckera względem francuskiego urzędu skarbowego. Niemiec zapłacił instytucji 500 tys. dolarów.
W swojej biografii pt. Boris Becker – The Player: The Autobiography z 2004 otwarcie przyznał się do uzależnienia od alkoholu i leków.
Aktywnie udziela się jako pokerzysta, np. w 2007 przystąpił do grupy PokerStars SportStars.
W 2017 został uznany przez angielski sąd za bankruta, gdyż nie był w stanie pokryć zobowiązań. W 2019 długi wyniosły 55 mln funtów. Na aukcje wystawił 82 pamiątki sportowe o wartości 200 tys. funtów.
29 kwietnia 2022 został skazany przez Sąd Najwyższy w Londynie na dwa i pół roku więzienia za oszustwa podatkowe. Uznano go winnym czterech z zarzucanych mu dwudziestu czterech przestępstw, dotyczących przede wszystkim prania brudnych pieniędzy.
15 grudnia 2022 po ośmiu miesiącach został zwolniony z aresztu i wydalony z Wielkiej Brytanii. Później wrócił do telewizji jako ekspert Eurosportu podczas Australian Open. W październiku 2023 został asystentem trenera Holgera Rune.

## Kariera tenisowa
W latach 1984–1999 występował jako zawodowy tenisista. Wraz z Michaelem Stichem i Steffi Graf przyczynił się do wielkiego wzrostu zainteresowania tenisem w Niemczech.
Styl gry Niemca idealnie pasował do szybkich nawierzchni, trawiastej, na niektórych twardych kortach i w hali. Uznawano go za wybitnego woleistę, z potężnym serwisem, który przyniósł mu przydomek Bum-Bum. Do jego słynnych zagrań zaliczały się efektowne pady przy siatce, zazwyczaj skutecznie kończące akcję wolejową.
Jako 17–latek zdobył mistrzostwo Wimbledonu w 1985; pokonując Kevina Currena w finale został na kilka lat najmłodszym triumfatorem turnieju wielkoszlemowego (rekord poprawił na French Open 1989 Michael Chang), był zarazem pierwszym niemieckim mistrzem Wimbledonu oraz pierwszym zwycięzcą, który nie figurował na liście rozstawionych.
Becker obronił tytuł w 1986 (pokonał w finale Ivana Lendla). Trzecie zwycięstwo na Wimbledonie odniósł w 1989 (pokonał Edberga w finale). Ponadto dochodził do finałów w 1988, 1990, 1991 i 1995. Sukcesy te przyniosły mu przydomek właściciela Kortu Centralnego.
Wygrał także dwukrotnie Australian Open, w 1991 (finał z Lendlem) i 1996 (finał z Changiem), oraz US Open w 1989. Nie udało mu się odnieść końcowego sukcesu na kortach Rolanda Garrosa (osiągnął 3 półfinały) – nie odpowiadała mu nawierzchnia ziemna, na której nie wygrał żadnego turnieju w grze pojedynczej.
W styczniu 1991 po raz pierwszy zajmował miejsce lidera w rankingu światowym. Sezony 1985–1996 kończył w pierwszej dziesiątce na świecie i wielokrotnie kwalifikował się do turnieju ATP Finals. Triumfował w tych zawodach w latach 1988, 1992 i 1995.
W latach 1985–1999 występował w reprezentacji w Pucharze Davisa, w tym w zwycięskich sezonach 1988 i 1989. W 1985 został finalistą tej imprezy. Nie uczestniczył w sukcesie reprezentacji w 1993 ze względu na konflikt wewnątrz kadry.
W 1992 roku wygrał z Michaelem Stichem złoty medal podczas igrzysk olimpijskich w Barcelonie, mimo że debliści byli w nie najlepszych relacjach.
Wygrał łącznie 49 turniejów w singlu oraz 15 w deblu (był nr 6. w rankingu deblistów w 1986).
Becker i Edberg stworzyli jedną z najbardziej interesujących rywalizacji w tenisie. Zagrali ze sobą 35 razy w latach 1984–1996, z czego 25-krotnie zwycięsko kończył mecz Niemiec. Zmierzyli się w 3 wielkoszlemowych finałach, które Edberg 2-krotnie wygrał.
W 2003 został włączony do Międzynarodowej Tenisowej Galerii Sławy.

### Finały w turniejach ATP World Tour
| Legenda                                      |
| -------------------------------------------- |
| Wielki Szlem                                 |
| Igrzyska olimpijskie                         |
| Tennis Masters Cup / ATP Finals              |
| ATP Masters Series / ATP Tour Masters 1000   |
| ATP International Series Gold / ATP Tour 500 |
| ATP International Series / ATP Tour 250      |

#### Gra pojedyncza (49–28)
| Końcowy wynik | Nr  | Data                 | Turniej                    | Nawierzchnia    | Przeciwnik            | Wynik finału                      |
| ------------- | --- | -------------------- | -------------------------- | --------------- | --------------------- | --------------------------------- |
| Zwycięzca     | 1.  | 16 czerwca 1985      | Londyn                     | Trawiasta       | Johan Kriek           | 6:2, 6:3                          |
| Zwycięzca     | 2.  | 7 lipca 1985         | Wimbledon, Londyn          | Trawiasta       | Kevin Curren          | 6:3, 6:7, 7:6, 6:4                |
| Zwycięzca     | 3.  | 25 sierpnia 1985     | Cincinnati                 | Twarda          | Mats Wilander         | 6:4, 6:2                          |
| Finalista     | 1.  | 17 listopada 1985    | Wembley                    | Dywanowa (hala) | Ivan Lendl            | 7:6, 3:6, 6:4, 4:6, 4:6           |
| Finalista     | 2.  | 19 stycznia 1986     | Nowy Jork                  | Dywanowa (hala) | Ivan Lendl            | 2:6, 6:7, 3:6                     |
| Zwycięzca     | 4.  | 30 marca 1986        | Chicago                    | Dywanowa (hala) | Ivan Lendl            | 7:6, 6:3                          |
| Finalista     | 3.  | 13 kwietnia 1986     | Dallas                     | Dywanowa (hala) | Anders Järryd         | 7:6, 1:6, 1:6, 4:6                |
| Zwycięzca     | 5.  | 6 lipca 1986         | Wimbledon, Londyn          | Trawiasta       | Ivan Lendl            | 6:4, 6:3, 7:5                     |
| Finalista     | 4.  | 1 sierpnia 1986      | Stratton Mountain          | Twarda          | Ivan Lendl            | 4:6, 6:7                          |
| Zwycięzca     | 6.  | 17 sierpnia 1986     | Toronto                    | Twarda          | Stefan Edberg         | 6:4, 3:6, 6:3                     |
| Zwycięzca     | 7.  | 19 października 1986 | Sydney                     | Twarda (hala)   | Ivan Lendl            | 3:6, 7:6, 6:2, 6:0                |
| Zwycięzca     | 8.  | 26 października 1986 | Tokio                      | Dywanowa (hala) | Stefan Edberg         | 7:6, 6:1                          |
| Zwycięzca     | 9.  | 2 listopada 1986     | Paryż                      | Twarda (hala)   | Sergio Casal          | 6:4, 6:3, 7:6                     |
| Finalista     | 5.  | 7 grudnia 1986       | Nowy Jork                  | Dywanowa (hala) | Ivan Lendl            | 4:6, 4:6, 4:6                     |
| Zwycięzca     | 10. | 22 lutego 1987       | Indian Wells               | Twarda          | Stefan Edberg         | 6:4, 6:4, 7:5                     |
| Zwycięzca     | 11. | 5 kwietnia 1987      | Mediolan                   | Dywanowa (hala) | Miloslav Mečíř        | 6:4, 6:3                          |
| Zwycięzca     | 12. | 14 czerwca 1987      | Londyn                     | Trawiasta       | Jimmy Connors         | 6:7, 6:3, 6:4                     |
| Finalista     | 6.  | 23 sierpnia 1987     | Cincinnati                 | Twarda          | Stefan Edberg         | 4:6, 1:6                          |
| Zwycięzca     | 13. | 6 marca 1988         | Indian Wells               | Twarda          | Emilio Sánchez        | 7:5, 6:4, 2:6, 6:4                |
| Zwycięzca     | 14. | 17 kwietnia 1988     | Dallas WCT                 | Dywanowa (hala) | Stefan Edberg         | 6:4, 1:6, 7:5, 6:2                |
| Zwycięzca     | 15. | 12 czerwca 1988      | Londyn                     | Trawiasta       | Stefan Edberg         | 6:1, 3:6, 6:3                     |
| Finalista     | 7.  | 3 lipca 1988         | Wimbledon, Londyn          | Trawiasta       | Stefan Edberg         | 6:4, 6:7, 4:6, 2:6                |
| Zwycięzca     | 16. | 7 sierpnia 1988      | Indianapolis               | Twarda          | John McEnroe          | 6:4, 6:2                          |
| Zwycięzca     | 17. | 23 października 1988 | Tokio                      | Dywanowa (hala) | John Fitzgerald       | 7:6, 6:4                          |
| Zwycięzca     | 18. | 6 listopada 1988     | Sztokholm                  | Twarda (hala)   | Peter Lundgren        | 6:4, 6:1, 6:1                     |
| Zwycięzca     | 19. | 11 grudnia 1988      | Nowy Jork                  | Dywanowa (hala) | Ivan Lendl            | 5:7, 7:6, 3:6, 6:2, 7:6           |
| Zwycięzca     | 20. | 19 lutego 1989       | Mediolan                   | Dywanowa (hala) | Aleksandr Wołkow      | 6:1, 6:2                          |
| Zwycięzca     | 21. | 26 lutego 1989       | Filadelfia                 | Dywanowa (hala) | Tim Mayotte           | 7:6, 6:1, 6:3                     |
| Finalista     | 8.  | 30 kwietnia 1989     | Monte Carlo                | Ceglana         | Alberto Mancini       | 5:7, 6:2, 6:7, 5:7                |
| Zwycięzca     | 22. | 9 lipca 1989         | Wimbledon, Londyn          | Trawiasta       | Stefan Edberg         | 6:0, 7:6, 6:4                     |
| Zwycięzca     | 23. | 10 września 1989     | US Open, Nowy Jork         | Twarda          | Ivan Lendl            | 7:6, 1:6, 6:3, 7:6                |
| Zwycięzca     | 24. | 5 listopada 1989     | Paryż                      | Twarda (hala)   | Stefan Edberg         | 6:4, 6:3, 6:3                     |
| Finalista     | 9.  | 3 grudnia 1989       | Nowy Jork                  | Dywanowa (hala) | Stefan Edberg         | 6:4, 6:7, 3:6, 1:6                |
| Zwycięzca     | 25. | 18 lutego 1990       | Bruksela                   | Dywanowa (hala) | Carl-Uwe Steeb        | 7:5, 6:2, 6:2                     |
| Zwycięzca     | 26. | 25 lutego 1990       | Stuttgart                  | Dywanowa (hala) | Ivan Lendl            | 6:2, 6:2                          |
| Finalista     | 10. | 13 maja 1990         | Hamburg                    | Ceglana         | Juan Aguilera         | 1:6, 0:6, 6:7                     |
| Finalista     | 11. | 17 czerwca 1990      | Londyn                     | Trawiasta       | Ivan Lendl            | 3:6, 2:6                          |
| Finalista     | 12. | 8 lipca 1990         | Wimbledon, Londyn          | Trawiasta       | Stefan Edberg         | 2:6, 2:6, 6:3, 6:3, 4:6           |
| Zwycięzca     | 27. | 19 sierpnia 1990     | Indianapolis               | Twarda          | Peter Lundgren        | 6:3, 6:4                          |
| Zwycięzca     | 28. | 7 października 1990  | Sydney                     | Twarda (hala)   | Stefan Edberg         | 7:6, 6:4, 6:4                     |
| Finalista     | 13. | 14 października 1990 | Tokio                      | Dywanowa (hala) | Ivan Lendl            | 6:4, 3:6, 6:7                     |
| Zwycięzca     | 29. | 28 października 1990 | Sztokholm                  | Dywanowa (hala) | Stefan Edberg         | 6:4, 6:0, 6:3                     |
| Finalista     | 14. | 4 listopada 1990     | Paryż                      | Twarda (hala)   | Stefan Edberg         | 3:3 krecz                         |
| Zwycięzca     | 30. | 27 stycznia 1991     | Australian Open, Melbourne | Twarda          | Ivan Lendl            | 1:6, 6:4, 6:4, 6:4                |
| Finalista     | 15. | 28 kwietnia 1991     | Monte Carlo                | Ceglana         | Sergi Bruguera        | 7:5, 4:6, 6:7(6), 6:7(4)          |
| Finalista     | 16. | 7 lipca 1991         | Wimbledon, Londyn          | Trawiasta       | Michael Stich         | 4:6, 6:7(4), 4:6                  |
| Finalista     | 17. | 18 sierpnia 1991     | Indianapolis               | Twarda          | Pete Sampras          | 6:7(2), 6:3, 3:6                  |
| Zwycięzca     | 31. | 27 października 1991 | Sztokholm                  | Dywanowa (hala) | Stefan Edberg         | 3:6, 6:4, 1:6, 6:2, 6:2           |
| Zwycięzca     | 32. | 16 lutego 1992       | Bruksela                   | Dywanowa (hala) | Jim Courier           | 6:7(5), 2:6, 7:6(10), 7:6(5), 7:5 |
| Zwycięzca     | 33. | 1 marca 1992         | Rotterdam                  | Dywanowa (hala) | Aleksandr Wołkow      | 7:6(9), 4:6, 6:2                  |
| Zwycięzca     | 34. | 4 października 1992  | Bazylea                    | Twarda (hala)   | Petr Korda            | 3:6, 6:3, 6:2, 6:4                |
| Zwycięzca     | 35. | 8 listopada 1992     | Paryż                      | Twarda (hala)   | Guy Forget            | 7:6(3), 6:3, 3:6, 6:3             |
| Zwycięzca     | 36. | 22 listopada 1992    | Frankfurt                  | Dywanowa (hala) | Jim Courier           | 6:4, 6:3, 7:5                     |
| Zwycięzca     | 37. | 10 stycznia 1993     | Doha                       | Twarda          | Goran Ivanišević      | 7:6(4), 4:6, 7:5                  |
| Zwycięzca     | 38. | 14 lutego 1993       | Mediolan                   | Dywanowa (hala) | Sergi Bruguera        | 6:3, 6:3                          |
| Finalista     | 18. | 22 sierpnia 1993     | Indianapolis               | Twarda          | Jim Courier           | 5:7, 3:6                          |
| Zwycięzca     | 39. | 12 lutego 1994       | Mediolan                   | Dywanowa (hala) | Petr Korda            | 6:2, 3:6, 6:3                     |
| Finalista     | 19. | 15 maja 1994         | Rzym                       | Ceglana         | Pete Sampras          | 1:6, 2:6, 2:6                     |
| Zwycięzca     | 40. | 7 sierpnia 1994      | Los Angeles                | Twarda          | Mark Woodforde        | 6:2, 6:2                          |
| Zwycięzca     | 41. | 21 sierpnia 1994     | New Haven                  | Twarda          | Marc Rosset           | 6:3, 7:5                          |
| Finalista     | 20. | 9 października 1994  | Sydney                     | Twarda (hala)   | Richard Krajicek      | 6:7(5), 6:7(7), 6:2, 3:6          |
| Zwycięzca     | 42. | 30 października 1994 | Sztokholm                  | Dywanowa (hala) | Goran Ivanišević      | 4:6, 6:4, 6:3, 7:6(4)             |
| Finalista     | 21. | 20 listopada 1994    | Frankfurt                  | Dywanowa (hala) | Pete Sampras          | 6:4, 3:6, 5:7, 4:6                |
| Zwycięzca     | 43. | 12 lutego 1995       | Marsylia                   | Twarda (hala)   | Daniel Vacek          | 6:7(2), 6:4, 7:5                  |
| Finalista     | 22. | 19 lutego 1995       | Mediolan                   | Dywanowa (hala) | Jewgienij Kafielnikow | 5:7, 7:5, 6:7(6)                  |
| Finalista     | 23. | 30 kwietnia 1995     | Monte Carlo                | Ceglana         | Thomas Muster         | 6:4, 7:5, 1:6, 6:7(6), 0:6        |
| Finalista     | 24. | 9 lipca 1995         | Wimbledon, Londyn          | Trawiasta       | Pete Sampras          | 7:6(5), 2:6, 4:6, 2:6             |
| Finalista     | 25. | 5 listopada 1995     | Paryż                      | Twarda (hala)   | Pete Sampras          | 6:7(5), 4:6, 4:6                  |
| Zwycięzca     | 44. | 19 listopada 1995    | Frankfurt                  | Dywanowa (hala) | Michael Chang         | 7:6(3), 6:0, 7:6(5)               |
| Zwycięzca     | 45. | 28 stycznia 1996     | Australian Open, Melbourne | Twarda          | Michael Chang         | 6:2, 6:4, 2:6, 6:2                |
| Zwycięzca     | 46. | 16 czerwca 1996      | Londyn                     | Trawiasta       | Stefan Edberg         | 6:4, 7:6(3)                       |
| Zwycięzca     | 47. | 13 października 1996 | Wiedeń                     | Dywanowa (hala) | Jan Siemerink         | 6:4, 6:7(7), 6:2, 6:3             |
| Zwycięzca     | 48. | 27 października 1996 | Stuttgart                  | Dywanowa (hala) | Pete Sampras          | 3:6, 6:3, 3:6, 6:3, 6:4           |
| Finalista     | 26. | 24 listopada 1996    | Hanower                    | Dywanowa (hala) | Pete Sampras          | 6:3, 6:7(5), 6:7(4), 7:6(11), 4:6 |
| Zwycięzca     | 49. | 8 grudnia 1996       | Monachium                  | Dywanowa (hala) | Goran Ivanišević      | 6:3, 6:4, 6:4                     |
| Finalista     | 27. | 12 lipca 1998        | Gstaad                     | Ceglana         | Àlex Corretja         | 6:7(5), 5:7, 3:6                  |
| Finalista     | 28. | 11 kwietnia 1999     | Hongkong                   | Twarda          | Andre Agassi          | 7:6(4), 4:6, 4:6                  |

#### Gra podwójna (15–12)
| Końcowy wynik | Nr  | Data                 | Turniej      | Nawierzchnia    | Partner              | Przeciwnicy                       | Wynik finału             |
| ------------- | --- | -------------------- | ------------ | --------------- | -------------------- | --------------------------------- | ------------------------ |
| Zwycięzca     | 1.  | 10 czerwca 1984      | Monachium    | Ceglana         | Wojciech Fibak       | Eric Fromm Florin Segărceanu      | 6:4, 4:6, 6:1            |
| Finalista     | 1.  | 17 listopada 1985    | Wembley      | Dywanowa (hala) | Slobodan Živojinović | Guy Forget Anders Järryd          | 5:7, 6:4, 5:7            |
| Zwycięzca     | 2.  | 23 marca 1986        | Bruksela     | Dywanowa (hala) | Slobodan Živojinović | John Fitzgerald Tomáš Šmíd        | 7:6, 7:5                 |
| Finalista     | 2.  | 11 maja 1986         | Forest Hills | Ceglana         | Slobodan Živojinović | Hans Gildemeister Andrés Gómez    | 6:7, 6:7                 |
| Finalista     | 3.  | 17 sierpnia 1986     | Toronto      | Twarda          | Slobodan Živojinović | Chip Hooper Mike Leach            | 7:6, 3:6, 3:6            |
| Finalista     | 4.  | 21 września 1986     | Hamburg      | Ceglana         | Eric Jelen           | Sergio Casal Emilio Sánchez       | 4:6, 1:6                 |
| Zwycięzca     | 3.  | 19 października 1986 | Sydney       | Twarda (hala)   | John Fitzgerald      | Peter McNamara Paul McNamee       | 6:4, 7:6                 |
| Finalista     | 5.  | 22 lutego 1987       | Indian Wells | Twarda          | Eric Jelen           | Guy Forget Yannick Noah           | 4:6, 6:7                 |
| Zwycięzca     | 4.  | 29 marca 1987        | Bruksela     | Dywanowa (hala) | Slobodan Živojinović | Chip Hooper Mike Leach            | 7:6, 7:6                 |
| Zwycięzca     | 5.  | 5 kwietnia 1987      | Mediolan     | Dywanowa (hala) | Slobodan Živojinović | Sergio Casal Emilio Sánchez       | 3:6, 6:3, 6:4            |
| Finalista     | 6.  | 18 października 1987 | Sydney       | Twarda (hala)   | Robert Seguso        | Darren Cahill Mark Kratzmann      | 3:6, 2:6                 |
| Zwycięzca     | 6.  | 15 listopada 1987    | Frankfurt    | Dywanowa (hala) | Patrik Kühnen        | Scott Davis David Pate            | 6:4, 6:2                 |
| Zwycięzca     | 7.  | 21 lutego 1988       | Mediolan     | Dywanowa (hala) | Eric Jelen           | Miloslav Mečíř Tomáš Šmíd         | 6:3, 6:3                 |
| Zwycięzca     | 8.  | 6 marca 1988         | Indian Wells | Twarda          | Guy Forget           | Jorge Lozano Todd Witsken         | 6:4, 6:4                 |
| Finalista     | 7.  | 23 października 1988 | Tokio        | Dywanowa (hala) | Eric Jelen           | Andrés Gómez Slobodan Živojinović | 5:7, 7:5, 3:6            |
| Zwycięzca     | 9.  | 20 marca 1989        | Indian Wells | Twarda          | Jakob Hlasek         | Kevin Curren David Pate           | 7:6, 7:5                 |
| Finalista     | 8.  | 14 maja 1989         | Hamburg      | Ceglana         | Eric Jelen           | Emilio Sánchez Javier Sánchez     | 4:6, 1:6                 |
| Zwycięzca     | 10. | 11 marca 1990        | Indian Wells | Twarda          | Guy Forget           | Jim Grabb Patrick McEnroe         | 4:6, 6:4, 6:3            |
| Finalista     | 9.  | 25 maja 1990         | Miami        | Twarda          | Cássio Motta         | Rick Leach Jim Pugh               | 4:6, 6:3, 3:6            |
| Finalista     | 10. | 14 kwietnia 1991     | Barcelona    | Ceglana         | Eric Jelen           | Horacio de la Peña Diego Nargiso  | 6:3, 6:7, 4:6            |
| Zwycięzca     | 11. | 16 lutego 1992       | Bruksela     | Dywanowa (hala) | John McEnroe         | Guy Forget Jakob Hlasek           | 6:3, 6:2                 |
| Zwycięzca     | 12. | 26 kwietnia 1992     | Monte Carlo  | Ceglana         | Michael Stich        | Petr Korda Karel Nováček          | 6:4, 6:4                 |
| Zwycięzca     | 13. | 8 sierpnia 1992      | Barcelona    | Ceglana         | Michael Stich        | Wayne Ferreira Piet Norval        | 7:6(5), 4:6, 7:6(5), 6:3 |
| Zwycięzca     | 14. | 10 stycznia 1993     | Doha         | Twarda          | Patrik Kühnen        | Shelby Cannon Scott Melville      | 6:2, 6:4                 |
| Finalista     | 11. | 1 maja 1994          | Monachium    | Ceglana         | Petr Korda           | Jewgienij Kafielnikow David Rikl  | 6:7, 5:7                 |
| Zwycięzca     | 15. | 19 lutego 1995       | Mediolan     | Dywanowa (hala) | Guy Forget           | Petr Korda Karel Nováček          | 6:2, 6:4                 |
| Finalista     | 12. | 28 marca 1999        | Miami        | Twarda          | Jan-Michael Gambill  | Wayne Black Sandon Stolle         | 1:6, 1:6                 |

### Starty wielkoszlemowe (gra pojedyncza)
| Turniej         | 1984 | 1985 | 1986 | 1987 | 1988 | 1989 | 1990 | 1991 | 1992 | 1993 | 1994 | 1995 | 1996 | 1997 | 1998 | 1999 | Wygrane turnieje | Bilans w turnieju |
| --------------- | ---- | ---- | ---- | ---- | ---- | ---- | ---- | ---- | ---- | ---- | ---- | ---- | ---- | ---- | ---- | ---- | ---------------- | ----------------- |
| Australian Open | QF   | 2R   | –    | 4R   | –    | 4R   | QF   | W    | 3R   | 1R   | –    | 1R   | W    | 1R   | –    | –    | 2 / 11           | 29–9              |
| French Open     | –    | 2R   | QF   | SF   | 4R   | SF   | 1R   | SF   | –    | 2R   | –    | 3R   | –    | –    | –    | –    | 0 / 9            | 26–9              |
| Wimbledon       | 3R   | W    | W    | 2R   | F    | W    | F    | F    | QF   | SF   | SF   | F    | 3R   | QF   | –    | 4R   | 3 / 15           | 71–12             |
| US Open         | –    | 4R   | SF   | 4R   | 2R   | W    | SF   | 3R   | 4R   | 4R   | 1R   | SF   | –    | –    | –    | –    | 1 / 11           | 37–10             |
| Bilans spotkań  | 6–2  | 11–3 | 16–2 | 11–4 | 10–3 | 22–2 | 15–4 | 20–3 | 9–3  | 9–4  | 5–2  | 13–4 | 9–1  | 4–2  | 0–0  | 3–1  | N/A              | 163–40            |

Legenda
     W, wygrał turniej
     F, przegrał w finale
     SF, przegrał w półfinale
     QF, przegrał w ćwierćfinale
     4R, 3R, 2R, 1R przegrał w IV, III, II, I rundzie
     –, nie startował w turnieju głównym

## Kariera trenerska
Od grudnia 2013 do grudnia 2016 pełnił funkcję głównego trenera serbskiego tenisisty Novaka Đokovicia, który przez ten czas wygrał 6 turniejów wielkoszlemowych, 2 razy triumfował w ATP World Tour Finals, zdobył 13 tytułów rangi ATP World Tour Masters 1000 oraz sezony 2014 i 2015 zakończył jako nr 1. na świecie.